# L'isola dei famosi (settima edizione)
La settima edizione del reality show L'isola dei famosi è andata in onda in prima serata su Rai 2 dal 24 febbraio al 5 maggio 2010, con la conduzione di Simona Ventura per la settima volta consecutiva, affiancata in studio dagli opinionisti Adriano Aragozzini (solamente per le prime due puntate), Antonia Dell'Atte (puntate 1, 3, 7 e 11), Gabriella Sassone (solamente per la seconda puntata), Pierluigi Diaco (puntate 3, 5 e 11), Mara Venier (solamente per la quarta puntata), Rocco Barocco (solamente per la quarta puntata), Monica Setta (solamente per la quinta puntata), Claudio Lippi (solamente per la sesta puntata), Nadège du Bospertus (solamente per la sesta puntata), Andrea Pucci (puntate 7-11 e la puntata speciale intitolata Galà - Tutta la verità) e Cristiano Malgioglio (puntate 8-11 e la puntata speciale intitolata Galà - Tutta la verità), e con la partecipazione dell'inviato Rossano Rubicondi (sostituito nella sesta puntata del 31 marzo 2010 da Francesco Facchinetti). È durata 71 giorni, ha avuto 22 naufraghi e 11 puntate e si è tenuta presso Corn Island (Nicaragua).
Le vicende dei naufraghi sono state trasmesse da Rai 2 in prima serata con variazioni nelle serate del mercoledì (puntate 1-8, 11 e la puntata speciale intitolata Galà - Tutta la verità) e del lunedì (solamente la nona e la decima puntata), mentre la trasmissione delle strisce quotidiane nel day-time è stata affidata a Rai 2 (il lunedì e il giovedì).
L'edizione si è conclusa con la vittoria di Daniele Battaglia, che si è aggiudicato il montepremi di 200000 €.

## Produzione
Anche in questa edizione al cast dei dodici "famosi" (due entrati nel corso del gioco) si sono aggiunti sei concorrenti "non famosi" scelti mediante appositi provini svoltisi in tutta Italia nell'anno 2009, quattro concorrenti "figli d'arte" che sono entrati in gioco dalla terza puntata del programma e dieci guest star.
Il regolamento del programma non è variato: due gruppi di naufraghi, famosi e non famosi, sarebbero dovuti riuscire a sopravvivere in un'isola deserta senza alcuna comodità, costruendosi un rifugio, accendendo il fuoco e procacciandosi il cibo. I concorrenti avrebbero posseduto un kit di sopravvivenza di base che in questa edizione comprendeva filo e amo da pesca; pentola, telo per costruire la capanna, stuoie da usare come giaciglio, un machete e due taniche d'acqua una per la doccia e una potabile arricchita di sali minerali e integratori. Durante le settimane di permanenza sull'isola, grazie ad alcune prove collettive, i concorrenti avrebbero potuto arricchire il loro kit con nuovi oggetti.
Le puntate serali sono state condotte anche da Simona Ventura. L'inviato che invece ha curato i day-time ed i collegamenti con i naufraghi è stato Rossano Rubicondi, già concorrente della sesta edizione del programma. I collegamenti con i naufraghi avvengono dalla Missione, un ampio spazio con grandi massi, candele e canne da zucchero dove i naufraghi si riuniscono in occasione della puntata serale del mercoledì.
Poco prima dello sbarco sull'isola i concorrenti si sono cimentati in un corso di sopravvivenza che prevedeva lo svolgimento di prove fisiche e l'acquisizione di metodi per sopportare ogni tipo di avversità. Il ritiro si è svolto in Valle d'Aosta tra Courmayeur e Pré-Saint-Didier nei primi giorni del mese di febbraio 2010.
I day-time del martedì e del giovedì pomeriggio sono stati seguiti da un dopo-isola soprannominato L'isola e poi... condotto da Linda Santaguida, concorrente della quarta edizione del reality, con la presenza fissa di altri due ex concorrenti: Den Harrow e Carlo Capponi.
Il 12 maggio 2010 è andato in onda il gran galà di chiusura soprannominato Tutta la verità.

## Conduzione
La conduzione è stata affidata a Simona Ventura per la settima volta consecutiva, mentre la l'inviato sull'isola è stato Rossano Rubicondi (ex concorrente della sesta edizione), il quale è stato sostituito da Francesco Facchinetti (ex concorrente della seconda edizione e già inviato nella quinta edizione) nella sesta puntata del 31 marzo 2010 a causa di problemi di salute. Tra i vari opinionisti presenti in studio con variazioni in ogni puntata: Adriano Aragozzini (solamente per le prime due puntate), Antonia Dell'Atte (puntate 1, 3, 7 e 11), Gabriella Sassone (solamente per la seconda puntata), Pierluigi Diaco (puntate 3, 5 e 11), Mara Venier (solamente per la quarta puntata), Rocco Barocco (solamente per la quarta puntata), Monica Setta (solamente per la quinta puntata), Claudio Lippi (solamente per la sesta puntata), Nadège du Bospertus (solamente per la sesta puntata), Andrea Pucci (puntate 7-11 e la puntata speciale intitolata Galà - Tutta la verità) e Cristiano Malgioglio (puntate 8-11 e la puntata speciale intitolata Galà - Tutta la verità).

## Ambientazione

### L'isola
La location che ha ospitato il programma non è stata più l'Honduras, bensì il Nicaragua, più precisamente nell'arcipelago di Cayos Perlas sulle due isole di Corn Island, dove i partecipanti si sarebbero ritrovati tutti insieme a patire gli stenti e le privazioni dei naufraghi.

### Lo studio
La diretta del programma è stata trasmessa dallo studio 2000 del Centro di produzione Rai di Via Mecenate a Milano con una nuova scenografia  presentante un pavimento che rimanda il guscio di una conchiglia.

## I naufraghi
L'età dei concorrenti si riferisce al momento dello sbarco sull'isola.
| Concorrente               | Età     | Categoria   | Professione                                     | Giorni | Luogo di nascita        | Stato                |
| ------------------------- | ------- | ----------- | ----------------------------------------------- | ------ | ----------------------- | -------------------- |
| Daniele Battaglia         | 28 anni | Figli di... | Conduttore TV, conduttore radiofonico, cantante | 15-71  | Reggio Emilia           | Vincitore            |
| Luca Rossetto             | 32 anni | Non Famosi  | Ingegnere                                       | 1-71   | Chiavazza               | Secondo classificato |
| Guenda Goria              | 21 anni | Figli di... | Attrice teatrale                                | 15-71  | Roma                    | Terza classificata   |
| Domenico Nesci            | 28 anni | Famosi      | Personaggio TV                                  | 30-71  | Bergamo                 | Quarto classificato  |
| Silvia Zanchi             | 24 anni | Non Famosi  | Hostess di eventi                               | 1-62   | Sarnico                 | Eliminata            |
| Sandra Milo               | 76 anni | Famosi      | Attrice, conduttrice TV, personaggio TV         | 1-62   | Tunisi                  | Eliminata            |
| Clarissa Burt             | 50 anni | Famosi      | Attrice, modella                                | 1-62   | Filadelfia              | Eliminata            |
| Denis Dallan              | 31 anni | Famosi      | Rugbista                                        | 1-62   | Asolo                   | Eliminato            |
| Nina Seničar              | 24 anni | Famosi      | Modella, showgirl                               | 1-55   | Novi Sad                | Eliminata            |
| Dario Nanni               | 24 anni | Non Famosi  | Manager                                         | 1-55   | Napoli                  | Eliminato            |
| Pamela Compagnucci        | 30 anni | Famosi      | Personaggio TV                                  | 42-50  | Roma                    | Eliminata            |
| Aura Rolenzetti           | 21 anni | Non Famosi  | Modella                                         | 1-50   | Castel San Pietro Terme | Eliminata            |
| Davide Di Porto           | 48 anni | Non Famosi  | Personal trainer                                | 1-43   | Roma                    | Eliminato            |
| Federico Mastrostefano    | 32 anni | Famosi      | Personaggio TV                                  | 1-36   | Bracciano               | Eliminato            |
| Roberto Anselmi Fiacchini | 36 anni | Figli di... | Bodyguard                                       | 22-36  | Roma                    | Eliminato            |
| Claudia Galanti           | 28 anni | Famosi      | Modella                                         | 1-29   | Asunción                | Eliminata            |
| Aldo Busi                 | 61 anni | Famosi      | Scrittore                                       | 1-22   | Montichiari             | Ritirato             |
| Loredana Lecciso          | 37 anni | Famosi      | Showgirl                                        | 1-22   | Lecce                   | Eliminata            |
| Manuela Boldi             | 28 anni | Figli di... | Personaggio TV, ex speaker radiofonica          | 15-22  | Basiglio                | Ritirata             |
| Tracy Fraddosio           | 42 anni | Non Famosi  | Estetista                                       | 1-15   | Bari                    | Eliminata            |
| Luca Ward                 | 49 anni | Famosi      | Attore, doppiatore                              | 1-9    | Roma                    | Ritirato             |
| Simone Rugiati            | 28 anni | Famosi      | Chef                                            | 1-8    | Santa Croce sull'Arno   | Eliminato            |

### I Famosi
- Clarissa Burt (attrice e modella). È stata la tredicesima naufraga eliminata dall'isola.
- Aldo Busi (scrittore). Si è ritirato dall'isola dopo tre settimane.
- Pamela Compagnucci (ex corteggiatrice di Federico Mastrostefano a Uomini e donne). È stata la nona naufraga eliminata dall'isola.
- Denis Dallan (rugbista). È stato il dodicesimo naufrago eliminato dall'isola.
- Claudia Galanti (modella e showgirl). È stata la quarta naufraga eliminata dall'isola.
- Loredana Lecciso (showgirl). È stata la terza naufraga eliminata dall'isola.
- Federico Mastrostefano (ex tronista di Uomini e donne). È stato il sesto naufrago eliminato dall'isola.
- Sandra Milo (attrice, conduttrice TV e personaggio TV). È stata la quattordicesima naufraga eliminata dall'isola.
- Domenico Nesci (personaggio televisivo). È stato il sedicesimo naufrago eliminato, arrivato quarto.
- Simone Rugiati (chef). È stato il primo naufrago eliminato dall'isola.
- Nina Seničar (modella e showgirl). È stata l'undicesima naufraga eliminata dall'isola.
- Luca Ward (attore e doppiatore). Si è ritirato dall'isola per problemi di salute.

### Figli d'arte
A questa edizione prendono parte anche quattro figli d'arte, ossia quattro figli di celebrità italiane che stanno affrontando l'esperienza dell'isola insieme agli altri naufraghi. Questi quattro figli d'arte sono:
- Daniele Battaglia (figlio di Dodi Battaglia). Ha vinto la settima edizione del reality.
- Manuela Boldi (figlia di Massimo Boldi). Si è ritirata dopo una sola settimana di permanenza sulla cosiddetta spiaggia dei figli d'arte, senza mai entrare realmente in gioco.
- Roberto Fiacchini (figlio adottivo di Renato Zero). È stato il quinto naufrago eliminato dall'isola.
- Guenda Goria (figlia di Maria Teresa Ruta e Amedeo Goria). È stata la diciassettesima naufraga ed è arrivata terza.

### I Non Famosi
- Davide Di Porto (48 anni, personal trainer e personalità del web). È stato il settimo naufrago eliminato dall'isola.
- Tracy Fraddosio (42 anni, estetista). È stata la seconda naufraga eliminata dall'isola.
- Dario Nanni (24 anni, manager). È stato il decimo naufrago eliminato dall'isola.
- Aura Rolenzetti (21 anni, studentessa e modella). È stata l'ottava naufraga eliminata dall'isola.
- Luca Rossetto (32 anni, ingegnere). È arrivato secondo.
- Silvia Zanchi (24 anni, pubblicista e hostess di eventi). È stata la quindicesima naufraga eliminata dall'isola.

### Guest star
| Guest star            | Età     | Professione           | Permanenza   | Luogo di nascita | Missione                                                             |
| --------------------- | ------- | --------------------- | ------------ | ---------------- | -------------------------------------------------------------------- |
| Den Harrow            | 48 anni | Cantante              | Giorni 1-2   | Nova Milanese    | Nessuna                                                              |
| Carlo Capponi         | 47 anni | Custode universitario | Giorni 1-2   | Bologna          | Nessuna                                                              |
| Ivana Trump           | 61 anni | Ereditiera            | Giorni 24-27 | Gottwaldov       | Nessuna                                                              |
| Francesco Facchinetti | 30 anni | Conduttore TV         | Giorni 45-46 | Milano           | Sostituire l'inviato Rossano Rubicondi a causa di problemi di salute |
| Davide Rossi          | 27 anni | Modello               | Giorni 52-53 | Milano           | Nessuna                                                              |
| Ercole Cellino        | 20 anni | Studente              | Giorni 52-53 | Cagliari         | Nessuna                                                              |
| Andrea Dioguardi      | 21 anni | Attore pornografico   | Giorni 52-53 | Roma             | Nessuna                                                              |
| Oscar Pistorius       | 24 anni | Atleta                | Giorno 59    | Johannesburg     | Svolgere la prova ricompensa                                         |
| Susanna Gay           | 23 anni | Modella               | Giorni 59-60 | Trieste          | Nessuna                                                              |
| Alessia Reato         | 20 anni | Modella, showgirl     | Giorni 59-60 | L'Aquila         | Nessuna                                                              |
| Jessica Pontearso     | 22 anni | Modella               | Giorni 59-60 | Valle d'Aosta    | Nessuna                                                              |
| Carmen Russo          | 51 anni | Ballerina             | Giorno 66    | Genova           | Sostenere la prova ricompensa                                        |
| Enzo Paolo Turchi     | 61 anni | Ballerino, coreografo | Giorno 66    | Napoli           | Sostenere la prova ricompensa                                        |
| Walter Nudo           | 40 anni | Attore                | Giorno 71    | Montréal         | Sostenere la prova leader della finale                               |

## Tabella delle nomination e dello svolgimento del programma
Legenda
     Famoso
     Non Famoso
     Figlio d'arte
     Concorrente leader della settimana con il potere di mandare in nomination ed immune
     Concorrente immune dalle nomination, non votante
     Concorrente nominato
     Concorrente vincitore della prova immunità ed immune dalle nomination
     Concorrente salvato dalla nomination con la reazione a catena
     Concorrente salvato
     Concorrente perdente di una prova
     Concorrente finalista

|                         |                         | Settimana 1          | Settimana 2                        | Settimana 3                                                    | Settimana 4                         | Settimana 5                         | Settimana 5                         | Settimana 6                         | Settimana 7                         | Settimana 8                         | Settimana 8                         | Settimana 8                         | Settimana 9                         | Settimana 9                         | Settimana 9                         | Settimana 9                         | Ultima settimana                    | Ultima settimana                               | Ultima settimana                                 | Numero totale di nomination |
| ----------------------- | ----------------------- | -------------------- | ---------------------------------- | -------------------------------------------------------------- | ----------------------------------- | ----------------------------------- | ----------------------------------- | ----------------------------------- | ----------------------------------- | ----------------------------------- | ----------------------------------- | ----------------------------------- | ----------------------------------- | ----------------------------------- | ----------------------------------- | ----------------------------------- | ----------------------------------- | ---------------------------------------------- | ------------------------------------------------ | --------------------------- |
| Leader                  | Leader                  | Nessuno              | Nessuno                            | Nessuno                                                        | Dario                               | Federico                            | Luca R.                             | Luca R.                             | Daniele                             | Nina                                | Nina                                | Luca R.                             | Luca R.                             | Nessuno                             | Nessuno                             | Daniele                             | Daniele                             | Nessuno                                        | Nessuno                                          | Numero totale di nomination |
|                         |                         |                      |                                    |                                                                |                                     |                                     |                                     |                                     |                                     |                                     |                                     |                                     |                                     |                                     |                                     |                                     |                                     |                                                |                                                  |                             |
|                         | Daniele                 | Non in gara          | Non in gara                        | Immune                                                         | Immune                              | Clarissa                            | Guenda                              | Silvia                              | Dario                               | Silvia                              | Domenico                            | Prova superata                      | Denis                               | Clarissa Sandra                     | Prova non superata                  | Silvia Domenico                     | Leader                              | Prova superata                                 | Vincitore (Settimana 10 - Giorno 71)             | 5                           |
|                         | Luca R.                 | Immune               | Davide                             | Davide                                                         | Claudia                             | Roberto                             | Aura                                | Davide                              | Denis                               | Pamela                              | Salvato                             | Leader                              | Denis                               | Clarissa Sandra                     | Prova superata                      | In finale                           | Nominato                            | Prova non superata                             | (Secondo classificato (Settimana 10 - Giorno 71) | 3                           |
|                         | Guenda                  | Non in gara          | Non in gara                        | Immune                                                         | Immune                              | Immune                              | Silvia                              | Domenico                            | Clarissa                            | Clarissa                            | Nominata                            | Prova superata                      | Denis                               | Clarissa Sandra                     | Prova superata                      | In finale                           | Nominata                            | Prova non superata                             | Terza classificata (Settimana 10 - Giorno 71)    | 10                          |
|                         | Domenico                | Non in gara          | Non in gara                        | Non in gara                                                    | Non in gara                         | Immune                              | Salvato                             | Guenda                              | Aura                                | Guenda                              | Silvia                              | Prova superata                      | Clarissa                            | Guenda Clarissa                     | Prova superata                      | Nominato                            | Nominato                            | Quarto classificato (Settimana 10 - Giorno 71) | Quarto classificato (Settimana 10 - Giorno 71)   | 4                           |
|                         | Silvia                  | Immune               | Davide                             | Davide                                                         | Roberto                             | Roberto                             | Domenico                            | Aura                                | Aura                                | Dario                               | Luca R.                             | Prova superata                      | Clarissa                            | Guenda Clarissa                     | Prova non superata                  | Nominata                            | Eliminata (Settimana 9 - Giorno 62) | Eliminata (Settimana 9 - Giorno 62)            | Eliminata (Settimana 9 - Giorno 62)              | 8                           |
|                         | Sandra                  | Aldo                 | Loredana                           | Loredana                                                       | Davide                              | Daniele                             | Clarissa                            | Aura                                | Aura                                | Guenda                              | Clarissa                            | Prova non superata                  | Daniele                             | Guenda Daniele                      | Prova non superata                  | Eliminata (Settimana 9 - Giorno 62) | Eliminata (Settimana 9 - Giorno 62) | Eliminata (Settimana 9 - Giorno 62)            | Eliminata (Settimana 9 - Giorno 62)              | 7                           |
|                         | Clarissa                | Aldo                 | Loredana                           | Loredana                                                       | Aura                                | Daniele                             | Dario                               | Aura                                | Aura                                | Guenda                              | Daniele                             | Prova non superata                  | Sandra                              | Guenda Daniele                      | Eliminata (Settimana 9 - Giorno 62) | Eliminata (Settimana 9 - Giorno 62) | Eliminata (Settimana 9 - Giorno 62) | Eliminata (Settimana 9 - Giorno 62)            | Eliminata (Settimana 9 - Giorno 62)              | 14                          |
|                         | Denis                   | Simone               | Aldo                               | Clarissa                                                       | Aura                                | Davide                              | Sandra                              | Davide                              | Aura                                | Luca R.                             | Sandra                              | Prova non superata                  | Clarissa                            | Eliminato (Settimana 9 - Giorno 62) | Eliminato (Settimana 9 - Giorno 62) | Eliminato (Settimana 9 - Giorno 62) | Eliminato (Settimana 9 - Giorno 62) | Eliminato (Settimana 9 - Giorno 62)            | Eliminato (Settimana 9 - Giorno 62)              | 7                           |
|                         | Nina                    | Aldo                 | Loredana                           | Loredana                                                       | Roberto                             | Davide                              | Denis                               | Silvia                              | Guenda                              | Dario                               | Denis                               | Prova non superata                  | Eliminata (Settimana 8 - Giorno 55) | Eliminata (Settimana 8 - Giorno 55) | Eliminata (Settimana 8 - Giorno 55) | Eliminata (Settimana 8 - Giorno 55) | Eliminata (Settimana 8 - Giorno 55) | Eliminata (Settimana 8 - Giorno 55)            | Eliminata (Settimana 8 - Giorno 55)              | 2                           |
|                         | Dario                   | Immune               | Tracy                              | Davide                                                         | Claudia                             | Roberto                             | Daniele                             | Silvia                              | Aura                                | Domenico                            | Nominato                            | Eliminato (Settimana 8 - Giorno 55) | Eliminato (Settimana 8 - Giorno 55) | Eliminato (Settimana 8 - Giorno 55) | Eliminato (Settimana 8 - Giorno 55) | Eliminato (Settimana 8 - Giorno 55) | Eliminato (Settimana 8 - Giorno 55) | Eliminato (Settimana 8 - Giorno 55)            | Eliminato (Settimana 8 - Giorno 55)              | 5                           |
|                         | Pamela                  | Non in gara          | Non in gara                        | Non in gara                                                    | Non in gara                         | Non in gara                         | Non in gara                         | Non in gara                         | Immune                              | Luca R.                             | Nominata                            | Eliminata (Settimana 8 - Giorno 50) | Eliminata (Settimana 8 - Giorno 50) | Eliminata (Settimana 8 - Giorno 50) | Eliminata (Settimana 8 - Giorno 50) | Eliminata (Settimana 8 - Giorno 50) | Eliminata (Settimana 8 - Giorno 50) | Eliminata (Settimana 8 - Giorno 50)            | Eliminata (Settimana 8 - Giorno 50)              | 1                           |
|                         | Aura                    | Immune               | Tracy                              | Davide                                                         | Claudia                             | Roberto                             | Nina                                | Silvia                              | Denis                               | Eliminata (Settimana 8 - Giorno 50) | Eliminata (Settimana 8 - Giorno 50) | Eliminata (Settimana 8 - Giorno 50) | Eliminata (Settimana 8 - Giorno 50) | Eliminata (Settimana 8 - Giorno 50) | Eliminata (Settimana 8 - Giorno 50) | Eliminata (Settimana 8 - Giorno 50) | Eliminata (Settimana 8 - Giorno 50) | Eliminata (Settimana 8 - Giorno 50)            | Eliminata (Settimana 8 - Giorno 50)              | 15                          |
|                         | Davide                  | Immune               | Dario                              | Luca R.                                                        | Aura                                | Roberto                             | Nominato                            | Sandra                              | Eliminato (Settimana 7 - Giorno 43) | Eliminato (Settimana 7 - Giorno 43) | Eliminato (Settimana 7 - Giorno 43) | Eliminato (Settimana 7 - Giorno 43) | Eliminato (Settimana 7 - Giorno 43) | Eliminato (Settimana 7 - Giorno 43) | Eliminato (Settimana 7 - Giorno 43) | Eliminato (Settimana 7 - Giorno 43) | Eliminato (Settimana 7 - Giorno 43) | Eliminato (Settimana 7 - Giorno 43)            | Eliminato (Settimana 7 - Giorno 43)              | 8                           |
|                         | Federico                | Clarissa             | Claudia                            | Loredana                                                       | Aura                                | Dario                               | Nominato                            | Eliminato (Settimana 6 - Giorno 36) | Eliminato (Settimana 6 - Giorno 36) | Eliminato (Settimana 6 - Giorno 36) | Eliminato (Settimana 6 - Giorno 36) | Eliminato (Settimana 6 - Giorno 36) | Eliminato (Settimana 6 - Giorno 36) | Eliminato (Settimana 6 - Giorno 36) | Eliminato (Settimana 6 - Giorno 36) | Eliminato (Settimana 6 - Giorno 36) | Eliminato (Settimana 6 - Giorno 36) | Eliminato (Settimana 6 - Giorno 36)            | Eliminato (Settimana 6 - Giorno 36)              | 2                           |
|                         | Roberto                 | Non in gara          | Non in gara                        | Immune                                                         | Aura                                | Davide                              | Eliminato (Settimana 6 - Giorno 36) | Eliminato (Settimana 6 - Giorno 36) | Eliminato (Settimana 6 - Giorno 36) | Eliminato (Settimana 6 - Giorno 36) | Eliminato (Settimana 6 - Giorno 36) | Eliminato (Settimana 6 - Giorno 36) | Eliminato (Settimana 6 - Giorno 36) | Eliminato (Settimana 6 - Giorno 36) | Eliminato (Settimana 6 - Giorno 36) | Eliminato (Settimana 6 - Giorno 36) | Eliminato (Settimana 6 - Giorno 36) | Eliminato (Settimana 6 - Giorno 36)            | Eliminato (Settimana 6 - Giorno 36)              | 6                           |
|                         | Claudia                 | Federico             | Aldo                               | Loredana                                                       | Aura                                | Eliminata (Settimana 45- Giorno 29) | Eliminata (Settimana 45- Giorno 29) | Eliminata (Settimana 45- Giorno 29) | Eliminata (Settimana 45- Giorno 29) | Eliminata (Settimana 45- Giorno 29) | Eliminata (Settimana 45- Giorno 29) | Eliminata (Settimana 45- Giorno 29) | Eliminata (Settimana 45- Giorno 29) | Eliminata (Settimana 45- Giorno 29) | Eliminata (Settimana 45- Giorno 29) | Eliminata (Settimana 45- Giorno 29) | Eliminata (Settimana 45- Giorno 29) | Eliminata (Settimana 45- Giorno 29)            | Eliminata (Settimana 45- Giorno 29)              | 5                           |
|                         | Aldo                    | Claudia              | Clarissa                           | Nina                                                           | Ritirato (Settimana 4 - Giorno 22)  | Ritirato (Settimana 4 - Giorno 22)  | Ritirato (Settimana 4 - Giorno 22)  | Ritirato (Settimana 4 - Giorno 22)  | Ritirato (Settimana 4 - Giorno 22)  | Ritirato (Settimana 4 - Giorno 22)  | Ritirato (Settimana 4 - Giorno 22)  | Ritirato (Settimana 4 - Giorno 22)  | Ritirato (Settimana 4 - Giorno 22)  | Ritirato (Settimana 4 - Giorno 22)  | Ritirato (Settimana 4 - Giorno 22)  | Ritirato (Settimana 4 - Giorno 22)  | Ritirato (Settimana 4 - Giorno 22)  | Ritirato (Settimana 4 - Giorno 22)             | Ritirato (Settimana 4 - Giorno 22)               | 7                           |
|                         | Loredana                | Simone               | Aldo                               | Aldo                                                           | Eliminata (Settimana 4 - Giorno 22) | Eliminata (Settimana 4 - Giorno 22) | Eliminata (Settimana 4 - Giorno 22) | Eliminata (Settimana 4 - Giorno 22) | Eliminata (Settimana 4 - Giorno 22) | Eliminata (Settimana 4 - Giorno 22) | Eliminata (Settimana 4 - Giorno 22) | Eliminata (Settimana 4 - Giorno 22) | Eliminata (Settimana 4 - Giorno 22) | Eliminata (Settimana 4 - Giorno 22) | Eliminata (Settimana 4 - Giorno 22) | Eliminata (Settimana 4 - Giorno 22) | Eliminata (Settimana 4 - Giorno 22) | Eliminata (Settimana 4 - Giorno 22)            | Eliminata (Settimana 4 - Giorno 22)              | 6                           |
|                         | Manuela                 | Non in gara          | Non in gara                        | Immune                                                         | Ritirata (Settimana 4 - Giorno 22)  | Ritirata (Settimana 4 - Giorno 22)  | Ritirata (Settimana 4 - Giorno 22)  | Ritirata (Settimana 4 - Giorno 22)  | Ritirata (Settimana 4 - Giorno 22)  | Ritirata (Settimana 4 - Giorno 22)  | Ritirata (Settimana 4 - Giorno 22)  | Ritirata (Settimana 4 - Giorno 22)  | Ritirata (Settimana 4 - Giorno 22)  | Ritirata (Settimana 4 - Giorno 22)  | Ritirata (Settimana 4 - Giorno 22)  | Ritirata (Settimana 4 - Giorno 22)  | Ritirata (Settimana 4 - Giorno 22)  | Ritirata (Settimana 4 - Giorno 22)             | Ritirata (Settimana 4 - Giorno 22)               | 0                           |
|                         | Tracy                   | Immune               | Dario                              | Eliminata (Settimana 3 - Giorno 15)                            | Eliminata (Settimana 3 - Giorno 15) | Eliminata (Settimana 3 - Giorno 15) | Eliminata (Settimana 3 - Giorno 15) | Eliminata (Settimana 3 - Giorno 15) | Eliminata (Settimana 3 - Giorno 15) | Eliminata (Settimana 3 - Giorno 15) | Eliminata (Settimana 3 - Giorno 15) | Eliminata (Settimana 3 - Giorno 15) | Eliminata (Settimana 3 - Giorno 15) | Eliminata (Settimana 3 - Giorno 15) | Eliminata (Settimana 3 - Giorno 15) | Eliminata (Settimana 3 - Giorno 15) | Eliminata (Settimana 3 - Giorno 15) | Eliminata (Settimana 3 - Giorno 15)            | Eliminata (Settimana 3 - Giorno 15)              | 2                           |
|                         | Luca W.                 | Aldo                 | Loredana                           | Ritirato (Settimana 2 - Giorno 9)                              | Ritirato (Settimana 2 - Giorno 9)   | Ritirato (Settimana 2 - Giorno 9)   | Ritirato (Settimana 2 - Giorno 9)   | Ritirato (Settimana 2 - Giorno 9)   | Ritirato (Settimana 2 - Giorno 9)   | Ritirato (Settimana 2 - Giorno 9)   | Ritirato (Settimana 2 - Giorno 9)   | Ritirato (Settimana 2 - Giorno 9)   | Ritirato (Settimana 2 - Giorno 9)   | Ritirato (Settimana 2 - Giorno 9)   | Ritirato (Settimana 2 - Giorno 9)   | Ritirato (Settimana 2 - Giorno 9)   | Ritirato (Settimana 2 - Giorno 9)   | Ritirato (Settimana 2 - Giorno 9)              | Ritirato (Settimana 2 - Giorno 9)                | 0                           |
|                         | Simone                  | Federico             | Eliminato (Settimana 2 - Giorno 8) | Eliminato (Settimana 2 - Giorno 8)                             | Eliminato (Settimana 2 - Giorno 8)  | Eliminato (Settimana 2 - Giorno 8)  | Eliminato (Settimana 2 - Giorno 8)  | Eliminato (Settimana 2 - Giorno 8)  | Eliminato (Settimana 2 - Giorno 8)  | Eliminato (Settimana 2 - Giorno 8)  | Eliminato (Settimana 2 - Giorno 8)  | Eliminato (Settimana 2 - Giorno 8)  | Eliminato (Settimana 2 - Giorno 8)  | Eliminato (Settimana 2 - Giorno 8)  | Eliminato (Settimana 2 - Giorno 8)  | Eliminato (Settimana 2 - Giorno 8)  | Eliminato (Settimana 2 - Giorno 8)  | Eliminato (Settimana 2 - Giorno 8)             | Eliminato (Settimana 2 - Giorno 8)               | 2                           |
|                         |                         |                      |                                    |                                                                |                                     |                                     |                                     |                                     |                                     |                                     |                                     |                                     |                                     |                                     |                                     |                                     |                                     |                                                |                                                  |                             |
| Nominato dal leader     | Nominato dal leader     | Nessuno              | Nessuno                            | Nessuno                                                        | Claudia                             | Dario                               | Nessuno                             | Davide                              | Dario                               | Dario                               | Dario                               | Nessuno                             | Denis                               | Nessuno                             | Nessuno                             | Silvia Domenico                     | Nessuno                             | Nessuno                                        | Nessuno                                          |                             |
| Nominato dai famosi     | Nominato dai famosi     | Aldo Federico Simone | Loredana                           | Loredana                                                       | Aura                                | Roberto                             | Davide Federico                     | Silvia                              | Aura                                | Pamela Guenda                       | Pamela Guenda                       | Clarissa Denis Sandra Nina          | Clarissa                            | Clarissa Guenda                     | Daniele Sandra Silvia               | Nessuno                             | Guenda Domenico Luca R.             | Guenda Luca R.                                 | Daniele Luca R.                                  |                             |
| Nominato dai non famosi | Nominato dai non famosi | Nessuno              | Tracy                              | Davide                                                         | Aura                                | Roberto                             | Davide Federico                     | Silvia                              | Aura                                | Pamela Guenda                       | Pamela Guenda                       | Clarissa Denis Sandra Nina          | Clarissa                            | Clarissa Guenda                     | Daniele Sandra Silvia               | Nessuno                             | Guenda Domenico Luca R.             | Guenda Luca R.                                 | Daniele Luca R.                                  |                             |
| Annotazioni             | Annotazioni             | [ N 1 ]              | [ N 2 ]                            | [ N 3 ]                                                        | [ N 4 ]                             | [ N 5 ]                             | [ N 6 ]                             | Nessuna annotazione                 | Nessuna annotazione                 | [ N 7 ]                             | [ N 7 ]                             | [ N 8 ]                             | Nessuna annotazione                 | [ N 9 ]                             | [ N 10 ]                            | [ N 11 ]                            | [ N 12 ]                            | [ N 10 ]                                       | Nessuna annotazione                              |                             |
| Salvati dal televoto    | Salvati dal televoto    | Aldo Federico        | Loredana                           | Davide                                                         | Aura                                | Dario                               | Davide                              | Silvia                              | Dario                               | Guenda                              | Guenda                              | Clarissa Denis Sandra               | Clarissa                            | Guenda                              | Daniele Silvia                      | Domenico                            | Guenda Luca R.                      | Luca R.                                        | Daniele Vincitore                                |                             |
| Eliminati dal televoto  | Eliminati dal televoto  | Simone               | Tracy                              | Loredana                                                       | Claudia                             | Roberto                             | Federico                            | Davide                              | Aura                                | Pamela Dario                        | Pamela Dario                        | Nina                                | Denis                               | Clarissa                            | Sandra                              | Silvia                              | Domenico Quarto classificato        | Guenda Terza classificata                      | Luca R. Secondo classificato                     |                             |
| Nuovi sbarchi           | Nuovi sbarchi           | Nessuno              | Nessuno                            | Daniele Battaglia Guenda Goria Manuela Boldi Roberto Fiacchini | Nessuno                             | Domenico Nesci                      | Nessuno                             | Nessuno                             | Pamela Compagnucci                  | Nessuno                             | Nessuno                             | Nessuno                             | Nessuno                             | Nessuno                             | Nessuno                             | Nessuno                             | Nessuno                             | Nessuno                                        | Nessuno                                          |                             |
| Ritirati                | Ritirati                | Nessuno              | Luca W.                            | Manuela Aldo                                                   | Nessuno                             | Nessuno                             | Nessuno                             | Nessuno                             | Nessuno                             | Nessuno                             | Nessuno                             | Nessuno                             | Nessuno                             | Nessuno                             | Nessuno                             | Nessuno                             | Nessuno                             | Nessuno                                        | Nessuno                                          |                             |

## Episodi di particolare rilievo
- Visto il passaggio di alcune regioni dall'analogico al digitale terrestre, anche l'isola (come ormai la maggior parte dei programmi Rai e Mediaset) va in onda in formato 16:9.
- Per la prima volta in sette edizioni, l'isola dei famosi va in onda nel periodo febbraio-maggio anziché nel periodo settembre-dicembre.
- Questa edizione dell'isola dei famosi va in onda ad un anno e mezzo di distanza dalla conclusione della sesta edizione.
- Durante la prima puntata del reality, alcuni naufraghi, lanciandosi in mare da un elicottero ad un'altezza di circa dieci metri, hanno riportato alcuni danni fisici. L'incidente è avvenuto a causa della posizione sbagliata dell'elicottero che si è fermato erroneamente in un punto in cui il fondale marino era particolarmente basso. I naufraghi, quindi, lanciandosi non hanno potuto fare a meno di sbattere sul fondale. Inizialmente il concorrente che sembrava avesse riportato maggiori infortuni era Denis Dallan, che è stato subito visitato dal medico e trasportato in ospedale. Per lui una distorsione al ginocchio e alla caviglia[14]. Successivamente al concorrente Luca Ward, ritiratosi dal reality a causa dei forti dolori alla schiena conseguenti alla caduta, sono state diagnosticate le fratture di due vertebre e dell'osso sacro[15]. Luca Ward ha valutato l'opportunità di agire legalmente contro la società produttrice del reality[16].
- Durante la seconda puntata è stato nominato da ognuno dei due gruppi di naufraghi un ambasciatore, che, proprio come è accaduto per l'edizione precedente, ha avuto il compito di trasferirsi sulla spiaggia della squadra avversaria per la durata di una settimana. Per i non famosi è stato nominato Davide Di Porto che s'è trasferito presso i famosi, per questi ultimi invece è stata eletta Loredana Lecciso che si è trasferita a vivere presso i non famosi[17].
- Durante la quarta settimana di gioco, l'ereditiera Ivana Trump è stata ospite sull'isola famosi ritrovandosi a patire gli stessi stenti e le privazioni dei naufraghi per soli 4 giorni.[18]

## Alleanze
Sandra, Dennis e Nina formano già dalle prime puntate un'alleanza (la cosiddetta "Cupola"), al fine di arrivare alla finale. Inizialmente decidono di inglobare anche Federico e Claudia, ma poco dopo li escludono e li eliminano. La loro strategia fondamentale è quella di convincere altre persone a nominare chi vogliono loro, per mantenere la buona faccia e non essere giudicati i responsabili. Con questa tattica riescono a eliminare Loredana, Roberto, Aura e Dario; inoltre si salvano sempre dalla nomination. Questa alleanza viene però scoperta da Guenda durante l'ottava settimana e lei, insieme a Luca e Daniele, mandano al ballottaggio l'uno contro l'altro i membri della "cupola", fino a causarne l'intera eliminazione. Sandra, per tentare di resistere agli "Scissionisti", ingloba prima Clarissa e poi Silvia, ma nonostante ciò viene comunque eliminata.
La seconda alleanza degna di nota è quella formatasi fra Luca, Guenda e Daniele. Inizialmente aveva il buon proposito di ribellarsi alla strategia della "cupola", ma poi si sostituisce ad essa proprio come organo manipolativo del gruppo. Infatti, oltre ai tre membri originali della "Cupola", eliminano anche Silvia e Clarissa, incolpandoli di colpe inesistenti. Questa alleanza riesce nel suo intento, poiché i suoi tre membri arrivano alla finale a tre.

## Le prove

### Prove del fuoco
1ª prova del fuoco
- La prova consisteva nel resistere almeno quattro minuti di tempo complessivo su un carrello che man mano si avvicinava ad una fiamma di calore.
- I quattro famosi partecipanti alla prova sono stati Simone Rugiati, Nina Seničar, Loredana Lecciso e Luca Ward.
- La prova è stata sostenuta durante la prima puntata serale andata in onda il 24 febbraio 2010.
- I famosi hanno fallito la prova, per questa ragione, il fuoco, è stato consegnato alla squadra dei non famosi, che come previsto dalle regole, avrebbero ricevuto il fuoco solo in caso di non superamento della prova da parte dei famosi.

| Concorrente | Tempo         |
| ----------- | ------------- |
| Simone      | 0.52          |
| Nina        | 0.51          |
| Loredana    | 1.00          |
| Luca        | 0.55          |
| Totale      | 3.38          |
| Risultato   | Prova fallita |

2ª prova del fuoco
- La prova predeva che una coppia di naufraghi, composta da un famoso e un non famoso, si sfidasse contemporaneamente uno contro l'altro nella gara del carello, che man mano si avvicinava ad una fiamma di calore. Il naufrago che resisteva di più vinceva la sfida. La prima squadra che avrebbe vinto due sfide su tre avrebbe conquistato il fuoco. Si sono sfidati: Aura contro Claudia, Davide contro Denis e Clarissa contro Tracy.
- La prova è stata sostenuta durante la puntata del 3 marzo 2010 ed è stata vinta dai non famosi.

 1ª sfida 
| Concorrente | Risultato  |
| ----------- | ---------- |
| Aura        | Perdente   |
| Claudia     | Vincitrice |

 2ª sfida 
| Concorrente | Risultato |
| ----------- | --------- |
| Davide      | Vincitore |
| Denis       | Perdente  |

 3ª sfida 
| Concorrente | Risultato  |
| ----------- | ---------- |
| Clarissa    | Perdente   |
| Tracy       | Vincitrice |

 Risultato finale 
| Vincitori del fuoco     | Vincitori del fuoco |
| ----------------------- | ------------------- |
| NON FAMOSI 2 sfide su 3 |                     |

### Prove ricompensa
1ª prova ricompensa: Tanto fango quanto pesa!
- I naufraghi, in un tempo massimo di quindici minuti, dovevano raggiungere una pozza e raccogliere più fango possibile per poi depositarlo successivamente sul piatto di una grande bilancia in modo da superare il peso delle ricompense poste sull'altro piatto della bilancia (ossia i sacchi, le stuoie e gli effetti personali che i naufraghi non hanno ricevuto durante la prima puntata). Se allo scadere dei quindici minuti, il peso del fango avesse superato il peso delle ricompense, la prova sarebbe stata superata.
- La prova è stata sostenuta durante il 4º giorno di permanenza sull'isola, ossia il 27 febbraio 2010.
- La prova è stata sostenuta dal gruppo dei famosi ed è stata superata.

2ª prova ricompensa
- I naufraghi, legati ad un palo di legno mediante delle corde, dovevano provare a recuperare alcuni totem incastrati nella sabbia. Il gruppo di naufraghi che avrebbe recuperato il maggior numero di totem in un tempo massimo di quattro minuti avrebbe vinto una zanzariera.
- La prova è stata sostenuta durante la terza puntata andata in onda il 10 marzo 2010.
- Alla prova hanno partecipato tutti i concorrenti ad eccezione di Tracy Fraddosio, Loredana Lecciso e Sandra Milo.
- La prova è stata vinta dal gruppo dei famosi.

| Contendenti | Contendenti | Totem recuperati | Totem recuperati |
| ----------- | ----------- | ---------------- | ---------------- |
| Famosi      | Famosi      | 13               |                  |
| Non famosi  | Non famosi  | 10               |                  |

Legenda:

     Vincitori
3ª prova ricompensa
- I concorrenti, posti di fronte a sei scatole contenenti del cibo, dovevano scegliere una delle scatole e rispondere ad alcune domande che gli venivano poste da Simona Ventura: se avessero risposto correttamente, avrebbero vinto il cibo contenuto nella scatola.
- La prova è stata sostenuta durante la terza puntata andata in onda il 10 marzo 2010.
- Alla prova hanno partecipato Aldo Busi, Davide Di Porto, Federico Mastrostefano, Luca Rossetto, Sandra Milo e Silvia Zanchi.

| Scatola n. | Ricompensa              |
| ---------- | ----------------------- |
| 1          | Ananas                  |
| 2          | Gallo fritto            |
| 3          | Spaghetti con polpette  |
| 4          | Cotoletta alla milanese |
| 5          | Frittata                |
| 6          | Torta al cioccolato     |

Legenda:

     Ricompensa vinta
4ª prova ricompensa: Barrelle mobili
- I naufraghi avrebbero dovuto formare due squadre di cinque elementi l'una, ognuna delle quali, durante la prova, avrebbe avuto a disposizione due pali e un'accetta con la quale avrebbero dovuto tagliare i due pali, prenderli sulle spalle e usarli come portantina sulla quale sarebbe salito un membro di ogni squadra. Gli altri componenti della squadra, nel frattempo, avrebbero dovuto trasportare la portantina attraverso un percorso accidentato fino a raggiungere una tettoia, dove avrebbero trovato appesi dieci sacchi, bianchi e neri, per ogni squadra. Il naufrago sulla portantina avrebbe dovuto prendere i sacchi del colore corrispondente alla propria squadra. Una volta presi i sacchi, tutti i naufraghi sarebbero dovuti salire su una scala e attraversare un ponte di corda. Avrebbe vinto la prova la squadra che per prima avrebbe raggiunto la piattaforma finale e avrebbe suonato una campana.
- I naufraghi erano suddivisi in due squadre: quella nera, formata da Roberto Fiacchni, Davide Di Porto, Claudia Galanti e Clarissa Burt, e quella bianca composta da: Federico Mastrostefano, Dario Nanni, Nina Senicar, Luca Rossetto e Aura Rolenzetti.
- Alla prova hanno partecipato tutti i concorrenti ad eccezione di Silvia Zanchi, che nel momento in cui si svolgeva la prova si trovava in ospedale per degli accertamenti, e Sandra Milo.
- La prova è stata sostenuta durante il 21º giorno di permanenza sull'isola, ossia il 16 marzo 2010.
- La ricompensa per la squadra raggiunto per prima la piattaforma e suonato la campana sarebbe stata una pizza da consumare in un minuto.

5ª prova ricompensa: Zattera a traino
- I naufraghi dovevano formare delle coppie, liberare delle casse ancorate sul fondale marino e portarle su una zattera. Essi avevano cinque minuti per conquistare più casse possibili. Allo scadere del tempo, le casse non recuperate sarebbero andate perse. A quel punto, girando un manubrio di una clessidra che avrebbe dovuto riportare la zattera a riva, i naufraghi avrebbero avuto l'opportunità di vincere un elemento fondamentale per la loro sopravvivenza sull'isola, ossia la pasta. Più tempo avrebbero impiegato a riportare la zattera a riva e meno pasta avrebbero vinto.
- La prova è stata sostenuta durante il 27º giorno di permanenza sull'isola, ossia il 22 marzo 2010.
- La ricompensa in palio erano degli ingredienti per preparare una piatto di pasta alla carbonara, ossia uova, olio, pepe, pancetta e parmigiano.

6ª prova ricompensa: Prova del pendolo
- Un naufrago, appeso ad una liana, avrebbe dovuto raggiungere e recuperare almeno nove totem appesi ad un albero facendosi spingere dagli altri naufraghi.
- La prova è stata sostenuta durante la quinta puntata andata in onda il 24 marzo 2010.
- Alla prova hanno partecipato tutti i concorrenti.
- La ricompensa corrispondeva a circa venti secondi di doccia calda ciascuno.

 Risultato finale 
| Totem recuperati |
| ---------------- |
| 9                |

Legenda:

     Ricompensa vinta
7ª prova ricompensa: Prova del pendolo II
- Un naufrago, appeso ad una liana, avrebbe dovuto raggiungere e recuperare dei totem appesi ad un albero facendosi spingere dagli altri naufraghi.
- La prova è stata sostenuta durante la sesta puntata andata in onda il 31 marzo 2010.
- Alla prova hanno partecipato tutti i concorrenti.
- Ogni totem corrispondeva ad una ricompensa e dato che i naufraghi hanno recuperato sette totem, altrettante sono state le ricompense, ossia: delle uova, un aglio, delle carote, della farina, delle patate, un cetriolo e una verza.

8ª prova ricompensa: Prova d'italiano
- A turno, una coppia di naufraghi, avrebbe dovuto rispondere a domande di culturale generale. Ogni risposta esatta corrispondeva ad una ricompensa. In caso di risposta errata, i naufraghi non avrebbero ricevuto alcuna ricompensa.
- La prova è stata sostenuta durante la settima puntata andata in onda il 7 aprile 2010.

| Domanda n. | Ricompensa         |
| ---------- | ------------------ |
| 1          | 12 uova            |
| 2          | Kit da pesca       |
| 3          | 1.5 kg di bucatini |
| 4          | 2L. di latte       |
| 5          | 10 salsicce        |
| 6          | 1 kg di farina     |

Legenda:

     Ricompensa vinta
     Ricompensa persa
9ª prova ricompensa: Prova a prendermi
- I naufraghi erano suddivisi in due squadre: squadra bianca e squadra nera. I componenti avrebbero dovuto indossare due strutture; una di legno e l'altra di corda, sistemate a egual distanza. Le due strutture dovevano essere sostenute durante l'esecuzione di un percorso. Chi delle due squadre sarebbe riuscita a raggiungere l'altra, avrebbe vinto la prova.
- La squadra bianca era composta dai seguenti naufraghi: Clarissa Burt, Dario Nanni, Denis Dallan, Nina Senicar, Sandra Milo e Silvia Zanchi. Mentre la squadra nera era composta da: Aura Rolenzetti, Daniele Battaglia, Domenico Nesci, Guenda Goria, Luca Rossetto e Pamela Compagnucci.
- La prova è stata vinta dai componenti della squadra bianca che si sono aggiudicati una teglia di lasagna.

10ª prova ricompensa: Ghiaccio sulla bilancia
- La prova consisteva nel disporre su un piatto di una bilancia più ghiaccio possibile in 8 minuti di tempo, fino a superare il peso del naufrago seduto sull'altro piatto della bilancia per il contrappeso. Se allo scadere degli 8 minuti la bilancia avrebbe peso dalla parte del ghiaccio, i naufraghi avrebbero superato la prova; in caso contrario la prova sarebbe risultata non superata.
- La prova è stata sostenuta durante il 59º giorno di permanenza sull'isola, ossia il 23 aprile 2010.
- Alla prova hanno preso parte tutti i concorrenti.
- La ricompensa consisteva nella consumazione di un gelato.
- La prova è risultata superata.

11ª prova ricompensa: Occhio al dettaglio
- La prova consisteva nel riconoscere dei dettagli di alcune opere d'arte famose.
- La prova è stata sostenuta durante la decima puntata andata in onda il 26 aprile 2010.
- Alla prova hanno preso parte tutti i concorrenti.
- Le ricompense in palio per i naufraghi che avrebbero riconosciuto l'opera d'arte nel tempo stabilito, sarebbero stati dei piatti di spaghetti con polpette.

| Concorrente | Opera d'arte da riconoscere | Risultato                     |
| ----------- | --------------------------- | ----------------------------- |
| Daniele     | Venere di Botticelli        | Opera d'arte riconosciuta     |
| Domenico    | David di Donatello          | Opera d'arte riconosciuta     |
| Guenda      | Bocca della verità          | Opera d'arte riconosciuta     |
| Luca        | Gioconda                    | Opera d'arte riconosciuta     |
| Sandra      | Giudizio universale         | Opera d'arte riconosciuta     |
| Silvia      | Bronzi di Riace             | Opera d'arte non riconosciuta |

Legenda:

     Opera d'arte riconosciuta.
     Opera d'arte non riconosciuta.

### Prove Leader
1ª prova leader: Bracieri in equilibrio
- I naufraghi (Famosi e Non famosi) dovevano reggere dei bracieri e rimanere in equilibrio su alcuni pali il più tempo possibile. Avrebbe vinto la prova chi avrebbe resistito di più. Il vincitore sarebbe diventato il leader della settimana e avrebbe potuto nominate d'ufficio uno dei suoi compagni.
- Alla prova hanno partecipato tutti i concorrenti ad eccezione dei due nominati della settimana, Davide Di Porto e Loredana Lecciso, di Sandra Milo e Aldo Busi che si sono subito ritirati e di Daniele Battaglia, Manuela Boldi e Guenda Goria che al momento non erano ancora in gara.
- La prova è stata sostenuta durante il diciassettesimo giorno di permanenza sull'isola, ossia il 12 marzo 2010.

| Contendenti | Contendenti | Risultato | Risultato |
| ----------- | ----------- | --------- | --------- |
|             | Dario       | 1º        |           |
|             | Claudia     | 2ª        |           |
|             | Nina        | 3ª        |           |
|             | Clarissa    | 4ª        |           |
|             | Luca R.     | 5º        |           |
|             | Federico    | 6º        |           |
|             | Denis       | 7º        |           |
|             | Aura        | 8ª        |           |
|             | Silvia      | 9ª        |           |
|             | Roberto     | 10º       |           |

     Leader della settimana

     Famoso

     Non Famoso

     Figlio d'arte.
2ª prova leader: Soli alla meta
- La prova era suddivisa in tre manche. I naufraghi dovevano affrontare un percorso ad imbuto, raggiungere delle slitte, trainere in coppia fino alla spiaggia e in seguito aprire un baule dove avrebbero trovato due machete con i quali avrebbero dovuto tagliare delle corde che sostengono delle pertiche. Dopo averle prese, i naufraghi avrebbero dovuto percorrere in equilibrio un'asse di legno, superando alcuni ostacoli e raggiungendo due strutture che sarebbero dovute essere oltrepassate con l'aiuto delle pertiche senza mai toccare i piedi per terra. In seguito, correndo verso una rete, i naufraghi avrebbero afferrato un totem. Chi per primo avrebbe preso il totem avrebbe superato la manche e sarebbe giunto alla manche finale.
- La prova è stata sostenuta durante il 24º giorno di permanenza sull'isola, ossia il 19 marzo 2010.
- Alla prova hanno preso parte tutti i concorrenti ad eccezione delle due nominate della settimana Aura Rolenzetti e Claudia Galanti e di Clarissa Burt, Davide Di Porto e Sandra Milo che si sono ritirati ancor prima di cominciare.
- La prova leader è stata invalidata in quanto il secondo classificato, il naufrago Federico Mastrostefano, durante la puntata del 24 marzo 2010, ha ammesso di aver lasciato vincere volontariamente la naufraga Nina Senicar. Una nuova prova leader è stata sostenuta durante la medesima puntata.

 1ª manche: uomini 
| Contendenti | Contendenti | Risultato | Risultato |
| ----------- | ----------- | --------- | --------- |
|             | Federico    | 1ª        |           |
|             | Daniele     | ?         |           |
|             | Dario       | ?         |           |
|             | Denis       | ?         |           |
|             | Luca R.     | ?         |           |
|             | Roberto     | ?°        |           |

 2ª manche: donne 
| Contendenti | Contendenti | Risultato | Risultato |
| ----------- | ----------- | --------- | --------- |
|             | Nina        | 1ª        |           |
|             | Silvia      | 2ª        |           |

 Manche finale 
| Contendenti | Contendenti | Risultato | Risultato |
| ----------- | ----------- | --------- | --------- |
|             | Nina        | 1ª        |           |
|             | Federico    | 2º        |           |

     Passa alla manche finale/Leader della settimana

     Famoso

     Non Famoso

     Figlio d'arte.
3ª prova leader: Le spade nella boccia
- Il concorrente che avrebbe trovato la spada più lunga fra una serie di spade di legno riposte in una boccia, avrebbe vinto la prova leader. Questa prova è stata sostenuta in sostituzione della prova Soli alla meta, annullata per irregolarità.
- La prova è stata sostenuta durante la quinta puntata andata in onda il 24 marzo 2010.
- La prova è stata vinta da Federico Mastrostefano.

4ª prova leader: Il diavolo tentatore
- I naufraghi dovevano essere sotterrati nella sabbia fino al collo con la testa esposta al sole. A quel punto, l'inviato Rossano Rubicondi, avrebbe offerto loro delle tentazioni (culinarie, estetiche e sanitarie) nella speranza che avrebbero accettato le offerte in modo da lasciare la gara. Chi avrebbe resistito alle tentazioni il più a lungo possibile, sarebbe diventato il nuovo leader. Per il corretto sostenimento della prova era necessario che ogni concorrente restasse completamente sotterrato e che non estraesse alcuna parte del corpo dalla sabbia.
- La prova è stata sostenuta durante il 32º giorno di permanenza sull'isola, ossia il 27 marzo 2010.
- Alla prova hanno partecipato tutti i concorrenti ad eccezione di Sandra Milo, che si è ritirata ancor prima di cominciare, e dei due nominati della settimana, ossia Dario Nanni e Roberto Fiacchini.
- Davide Di Porto e Silvia Zanchi sono stati squalificati per irregolarità.

| Contendenti | Contendenti | Risultato              | Risultato |
| ----------- | ----------- | ---------------------- | --------- |
|             | Luca R.     | Leader della settimana |           |
|             | Daniele     | Cede alla tentazione   |           |
|             | Denis       | Cede alla tentazione   |           |
|             | Nina        | Cede alla tentazione   |           |
|             | Clarissa    | Cede alla tentazione   |           |
|             | Aura        | Cede alla tentazione   |           |
|             | Guenda      | Cede alla tentazione   |           |
|             | Silvia      | S                      |           |
|             | Domenico    | Cede alla tentazione   |           |
|             | Federico    | Cede alla tentazione   |           |
|             | Davide      | S                      |           |

     Leader della settimana

S: Squalificato per irregolarità

     Famoso

     Non Famoso

     Figlio d'arte.
5ª prova leader: Canopy
- Uno alla volta, i naufraghi, sarebbero stati legati ad un'imbragatura e sarebbero dovuti scendere da un canopy. Durante il percorso, diviso in tre parti, avrebbero trovato delle tessere. I naufraghi ne dovevano prendere una per ogni tratta. Alla fine della corsa, avrebbero dovuto infilare le tessere raccolte dentro l'apposita cesta e suonare la campana che dava il via al concorrente successivo. Si è proseguito in questo modo fino all'ultimo naufrago. Lo scopo del gioco era quello di portare tre tessere all'arrivo. In caso di parità, si sarebbe scoperto un numero dietro ad ogni tessera. I due che avrebbero avuto la somma più alta si sarebbero sfidati in diretta durante la puntata di mercoledì 7 aprile 2010. Solo allora si sarebbe determinato il nuovo leader.
- La prova è stata sostenuta durante il 39º giorno di permanenza sull'isola, ossia il 3 aprile 2010.
- Alla prova hanno partecipato tutti i concorrenti ad eccezione di Sandra Milo, che si è ritirata ancor prima di cominciare, e dei due nominati della settimana, ossia Davide Di Porto e Silvia Zanchi.
- Ad aggiudicarsi tre tessere sono stati i naufraghi Aura Rolenzetti, Daniele Battaglia, Dario Nanni, Domenico Nesci e Luca Rossetto per questa ragione sono stati svelati i numeri delle tessere ed è stata effettuata la somma.

| Contendenti | Contendenti | Somma punteggio tessere | Somma punteggio tessere |
| ----------- | ----------- | ----------------------- | ----------------------- |
|             | Daniele     | 62                      |                         |
|             | Nina        | 62                      |                         |
|             | Domenico    | 39                      |                         |
|             | Aura        | 34                      |                         |
|             | Luca R.     | 20                      |                         |
|             | Dario       | 6                       |                         |

     Passa alla scontro finale.

     Famoso

     Non Famoso

     Figlio d'arte.
- La sfida finale fra Daniele Battaglia e Nina Senicar è avvenuta durante la puntata serale del 7 aprile 2010. La prova prevedeva che i due si sfidassero contemporaneamente, uno contro l'altra, nella classica prova del fuoco. I due si sono posizionati su un carrello che man mano si avvicinava ad una fiamma di calore. Il naufrago che resisteva di più avrebbe vinto la sfida.

 Scontro finale 
| Contendenti | Contendenti | Risultato | Risultato |
| ----------- | ----------- | --------- | --------- |
|             | Daniele     | 1º        |           |
|             | Nina        | 2ª        |           |

Legenda:

     Leader della settimana.

     Famoso

     Non Famoso

     Figlio d'arte.

6ª prova leader: Recupera e corri!
- Ognuno dei naufraghi avrebbe dovuto scegliere fra una serie di scudi con dei simboli, uno di esso da mettere al collo. A quel punto, a estrazione, si sarebbero formate delle squadre. I componenti di ogni squadra sarebbero stati legati tra loro con una corda alla vita e avrebbero dovuto percorrere la prima parte di una rupe, dove avrebbero trovato e indossato due ulteriori scudi con il loro rispettivo simbolo. A quel punto, essi avrebbero dovuto raggiungere una palma rossa dove avrebbero trovato un machete che avrebbe permesso loro di dividersi. Da questo momento in poi si sarebbe giocato singolarmente. I naufraghi ripartivano alla ricerca di un terzo scudo con il loro simbolo. In seguito, con gli scudi al collo, avrebbero dovuto raggiungere la cima della rupe. Arrivati lì, avrebbero dovuto lasciare gli scudi e salire su una rete verticale dove avrebbero trovato due sacche contenenti un puzzle e recuperarne una. Il primo che avrebbe composto correttamente il puzzle sarebbe stato eletto leader della questa settimana.
- La sorte ha determinato le seguenti squadre: Clarissa, Nina e Domenico; Daniele, Pamela e Luca; Silvia, Guenda e Denis.
- La prova è stata sostenuta durante il 46º giorno di permanenza sull'isola, ossia il 10 aprile 2010.
- Alla prova hanno partecipato tutti i concorrenti ad eccezione di Sandra Milo, che si è ritirata ancor prima di cominciare, e dei due nominati della settimana, ossia Aura Rolenzetti e Dario Nanni.

| Contendenti | Contendenti | Risultato | Risultato |
| ----------- | ----------- | --------- | --------- |
|             | Nina        | 1ª        |           |
|             | Domenico    | 2º        |           |
|             | Clarissa    | 3ª        |           |
|             | Daniele     | N/D       |           |
|             | Denis       | N/D       |           |
|             | Guenda      | N/D       |           |
|             | Luca        | N/D       |           |
|             | Silvia      | N/D       |           |

Legenda:

     Leader della settimana

     Famoso

     Non Famoso

     Figlio d'arte.

N/D Dato non disponibile

7ª prova leader: Appesi al palo
- La prova consisteva nel restare appesi ad una trave il più a lungo possibile. Chi avrebbe resistito di più sarebbe diventato il nuovo leader della settimana.
- Alla prova hanno parcipato tutti i concorrenti ad eccezione dei due nominati della settimana, ossia Dario Nanni e Guenda Goria, e di Sandra Milo che si è ritirata ancor prima di cominciare.
- La prova è stata sostenuta durante il 53º giorno di permanenza sull'isola, ossia il 17 aprile 2010.

| Contendenti | Contendenti | Tempo    | Tempo |
| ----------- | ----------- | -------- | ----- |
|             | Luca R.     | 01:31:14 |       |
|             | Daniele     | 01:04:19 |       |
|             | Denis       | 00:59:48 |       |
|             | Domenico    | 00:05:48 |       |
|             | Nina        | 00:01:32 |       |
|             | Clarissa    | 00:01:19 |       |
|             | Silvia      | 00:00:19 |       |

Legenda:

     Leader della settimana

     Famoso

     Non Famoso

     Figlio d'arte.

8ª prova leader: Prova del fuoco
- La prova consisteva nel resistere il più a lungo possibile su un carrello che man mano si avvicinava ad una fiamma di calore. Colui che avrebbe resistito di più sarebbe stato eletto leader della settimana.
- Alla prova hanno preso parte tutti i concorrenti
- La prova si è svolta durante la decima puntata andata in onda il 26 aprile 2010.

| Contendenti | Contendenti | Tempo    | Tempo |
| ----------- | ----------- | -------- | ----- |
|             | Daniele     | 00:00:57 |       |
|             | Domenico    | 00:00:47 |       |
|             | Luca        | 00:00:46 |       |
|             | Guenda      | 00:00:38 |       |
|             | Silvia      | 00:00:37 |       |

Legenda:

     Leader della settimana

     Famoso

     Non Famoso

     Figlio d'arte.

### Prove immunità
1ª prova immunità: Pali in equilibrio
- La prova consisteva nel tenere dei cilindri in equilibrio con i dorsi delle mani. I cilindri erano attaccati a delle strutture di legno con dei perni. Al comando dell'inviato Rossano Rubicondi i perni venivano rimossi e iniziava la sfida. Chi avrebbe resistito più tempo, avrebbè vinto la prova e sarebbe stato immune dalle nomination.
- La prova è stata sostenuta durante il 6º giorno di permanenza sull'isola, ossia il 1º marzo 2010.
- Alla prova hanno partecipato tutti i concorrenti ad eccezione dei tre nominati della settimana, ossia Aldo Busi, Federico Mastrostefano e Simone Rugiati.
- La prova è stata vinta da Aura (per i non famosi) e Luca W. (per i famosi).

 Non famosi 
| Contendenti | Contendenti | Risultato | Risultato |
| ----------- | ----------- | --------- | --------- |
|             | Aura        | 1ª        |           |
|             | Luca R.     | 2º        |           |
|             | Silvia      | 3ª        |           |
|             | Dario       | 4º        |           |
|             | Tracy       | 5ª        |           |
|             | Davide      | 6º        |           |

 Famosi 
| Contendenti | Contendenti | Risultato | Risultato |
| ----------- | ----------- | --------- | --------- |
|             | Luca W.     | 1º        |           |
|             | Denis       | 2º        |           |
|             | Loredana    | 3ª        |           |
|             | Nina        | 4ª        |           |
|             | Clarissa    | 5ª        |           |
|             | Sandra      | 6ª        |           |
|             | Claudia     | 7ª        |           |

Legenda:

     Vincitore dell'immunità

     Famoso

     Non Famoso
2ª prova immunità: Il percorso di Playa Martha
- I concorrenti dovevano affrontare un percorso ad ostacoli legati in coppia fino al raggiungimento di un machete, con il quale dovevano tagliare la corda che li univa. Da questo punto la gara diventava individuale. I concorrenti dovevano raggiungere a nuoto una piattaforma sulla quale vi erano ancorate quattro canoe. Chi riusciva a prendersi una canoa doveva raggiungere la riva, tuffarsi da un'ulteriore piattaforma e raggiungere due totem ancorati sul fondale marino. Vinceva la prova chi recuperava almeno un totem e raggiungerva velocemente la riva, posizionando il totem sulla piattaforma finale.
- La prova è stata sostenuta durante il 13º giorno di permanenza sull'isola, ossia l'8 marzo 2010.
- Alla prova hanno partecipato tutti i concorrenti ad eccezione delle due nominate della settimana, ossia Loredana Lecciso e Tracy Fraddosio, e Davide Di Porto e Sandra Milo, che non hanno partecipato per problemi fisici.
- La prova è stata vinta da Federico (per i famosi) e Dario (per i non famosi).

 Non famosi 
| Contendenti | Contendenti | Risultato | Risultato |
| ----------- | ----------- | --------- | --------- |
|             | Dario       | 1ª        |           |
|             | Aura        | 2º        |           |
|             | Silvia      | 3ª        |           |
|             | Luca R.     | 4º        |           |

 Famosi 
| Contendenti | Contendenti | Risultato | Risultato |
| ----------- | ----------- | --------- | --------- |
|             | Federico    | 1º        |           |
|             | Denis       | 2º        |           |
|             | Nina        | 3ª        |           |
|             | Claudia     | 4ª        |           |
|             | Clarissa    | 5ª        |           |
|             | Aldo        | 6ª        |           |

Legenda:

     Vincitore dell'immunità

     Famoso

     Non Famoso
3ª prova immunità
- I naufraghi avrebbero dovuto formare due squadre composte da quattro elementi. La squadra che avrebbe ricostruito un puzzle dopo aver recuperato i pezzi sott'acqua, avrebbe vinto la prova e i suoi componenti sarebbero stati immune dall'eliminazione.
- I naufraghi erano suddivisi in due squadre, una composta da Clarissa Burt, Denis Dallan, Sandra Milo e Nina Senicar, e l'altra da Daniele Battaglia, Domenico Nesci, Guenda Goria e Silvia Zanchi.
- La prova è stata sostenuta durante la nona puntata serale andata in onda il 19 aprile 2010.
- Alla prova hanno partecipato tutti i concorrenti ad eccezione di Luca Rossetto che, essendo leader della settimana, era già immune dall'eliminazione.
- La prova è stata vinta dalla squadra composta da Daniele Battaglia, Domenico Nesci, Guenda Goria e Silvia Zanchi.

4ª prova immunità
- I naufraghi, a sorte, avrebbero dovuto formare due squadre composte da tre elementi. La squadra che in quattro minuti avrebbe recuperato delle tessere raffiguranti le lettere dell'alfabeto e formato la parola più lunga, sarebbe stata immune dall'eliminazione.
- I naufraghi erano suddivisi in due squadre: la squadra bianca composta da Daniele Battaglia, Sandra Milo e Silvia Zanchi, e la squadra rossa formata da Domenico Nesci, Guenda Goria e Luca Rossetto.
- La prova è stata sostenuta durante la decima puntata serale andata in onda il 26 aprile 2010.
- Alla prova hanno preso parte tutti i concorrenti.

 Risultato 
| Squadra | Squadra        | Parola formata | Parola formata |
| ------- | -------------- | -------------- | -------------- |
|         | Squadra Bianca | Cassettiera    |                |
|         | Squadra Rossa  | Vacanza        |                |

Legenda:

     Vincitori

     Squadra Bianca

     Squadra Rossa
5ª prova immunità
- I naufraghi avrebbero dovuto percorrere, uno alla volta, un percorso ad ostacoli, nuotando in un lago, attraversando un breve tragitto in bicicletta e rimanendo in equilibrio su un'asta. Il naufrago che avrebbe impiegato il minor tempo ad attraversare l'intero percorso avrebbe ottenuto tremila punti, il secondo naufrago ad aver impiegato il minor tempo ne avrebbe ottenuto duemila, mentre il terzo ne avrebbe guadagnati solo mille. Successivamente i naufraghi avrebbero dovuto sostenere una sfida di tiro al bersaglio. Colui che avrebbe centrato il bersaglio avrebbe ottenuto tremila punti che si sarebbero andati a sommare al punteggio della manche precedente. Il naufrago che alla fine avrebbe ottenuto il punteggio più alto, si sarebbe guadagnato l'accesso alla finale.
- La prova è stata sostenuta durante la finale andata in onda il 5 maggio 2010.
- La prova è stata vinta da Daniele Battaglia.

### Prove parenti
1ª prova parenti: Sulle palme...
- I naufraghi, partendo da una bandiera posizionata in riva al mare, avrebbero dovuto recuperare dei gradini che avrebbero consentito di recuperare un totem legato in cima ad una palma. La prova è stata sostenuta da due gruppi separati. Il primo era capitanato da Nina Senicar e composto da Aura Rolenzetti, Clarissa Burt, Denis Dallan, Domenico Nesci e Silvia Zanchi mentre il secondo era capitanato da Daniele Battaglia e composto da Dario Nanni, Davide Di Porto, Guenda Goria, Luca Rossetto e Sandra Milo. La squadra che per prima avrebbe recuperato il totem legato alla palma avrebbe vinto la prova e avrebbe ricevuto la visita dei rispettivi parenti.
- La prova è stata sostenuta durante la settima puntata andata in onda il 7 aprile 2010.
- La prova è stata vinta dal gruppo capitanato da Daniele Battaglia.

2ª prova parenti
- Alla prova hanno partecipato i concorrenti vincitori della 1ª prova parenti: Daniele Battaglia, Dario Nanni, Guenda Goria, Luca Rossetto, Sandra Milo e i rispettivi parenti/amici.
- La prova è stata sostenuta durante l'ottava puntata andata in onda il 14 aprile 2010.
- I concorrenti, bendati, dovevano raccogliere più acqua del mare possibile e lanciarla al parente/amico che avrebbe dovuto cercare di riempire una piccola teca. Avrebbe vinto la prova la coppia concorrente/parente che per prima avrebbe riempito interamente la teca d'acqua.
- Il vincitore della prova aveva diritto ad un pasto insieme al proprio parente.
- La prova è stata vinta da Dario Nanni che ha gareggiato con sua madre.

## Opinionisti e ospiti
| Puntata                | Messa in onda    | Opinionisti                                                            | Ospiti                                                                        |
| ---------------------- | ---------------- | ---------------------------------------------------------------------- | ----------------------------------------------------------------------------- |
| 1                      | 24 febbraio 2010 | Adriano Aragozzini, Antonia Dell'Atte                                  | –                                                                             |
| 2                      | 3 marzo 2010     | Adriano Aragozzini, Gabriella Sassone                                  | –                                                                             |
| 3                      | 10 marzo 2010    | Pierluigi Diaco, Antonia Dell'Atte                                     | –                                                                             |
| 4                      | 17 marzo 2010    | Mara Venier, Rocco Barocco                                             | –                                                                             |
| 5                      | 24 marzo 2010    | Pierluigi Diaco, Monica Setta                                          | –                                                                             |
| 6                      | 31 marzo 2010    | Claudio Lippi, Nadège du Bospertus                                     | –                                                                             |
| 7                      | 7 aprile 2010    | Andrea Pucci, Antonia Dell'Atte                                        | –                                                                             |
| 8                      | 14 aprile 2010   | Andrea Pucci, Cristiano Malgioglio                                     | –                                                                             |
| 9                      | 19 aprile 2010   | Andrea Pucci, Cristiano Malgioglio                                     | Giampiero Mughini                                                             |
| Semifinale             | 26 aprile 2010   | Andrea Pucci, Cristiano Malgioglio                                     | Eleonora Abbagnato                                                            |
| Finale                 | 5 maggio 2010    | Andrea Pucci, Cristiano Malgioglio, Antonia Dell'Atte, Pierluigi Diaco | Ivana Trump, Walter Nudo                                                      |
| Galà - Tutta la verità | 12 maggio 2010   | Andrea Pucci, Cristiano Malgioglio                                     | Alessandro Cecchi Paone, Antonella Elia, Patrizia De Blanck, Vladimir Luxuria |

## Ascolti
| Puntata                | Messa in onda    | Telespettatori | Share  |
| ---------------------- | ---------------- | -------------- | ------ |
| 1                      | 24 febbraio 2010 | 4 171 000      | 19,53% |
| 2                      | 3 marzo 2010     | 4 103 000      | 19,50% |
| 3                      | 10 marzo 2010    | 4 523 000      | 19,13% |
| 4                      | 17 marzo 2010    | 4 820 000      | 21,64% |
| 5                      | 24 marzo 2010    | 4 537 000      | 20,32% |
| 6                      | 31 marzo 2010    | 4 596 000      | 20,12% |
| 7                      | 7 aprile 2010    | 4 333 000      | 19,14% |
| 8                      | 14 aprile 2010   | 4 775 000      | 21,52% |
| 9                      | 19 aprile 2010   | 4 175 000      | 18,98% |
| Semifinale             | 26 aprile 2010   | 3 912 000      | 17,98% |
| Finale                 | 5 maggio 2010    | 4 367 000      | 21,51% |
| Media                  | Media            | 4 392 000      | 19,94% |
| Galà - Tutta la verità | 12 maggio 2010   | 3 054 000      | 13,88% |